# أنطونيو رودريغو بينتو دا سيلفا
أنطونيو رودريغو بينتو دا سيلفا (بالبرتغالية: António Rodrigo Pinto da Silva‏) هو عالم نبات وعالم إنسان برتغالي، ولد في 13 مارس 1912 في Cedofeita ‏ في البرتغال، وتوفي في 28 سبتمبر 1992 في لشبونة في البرتغال.